# 时速600公里高速磁浮交通系统

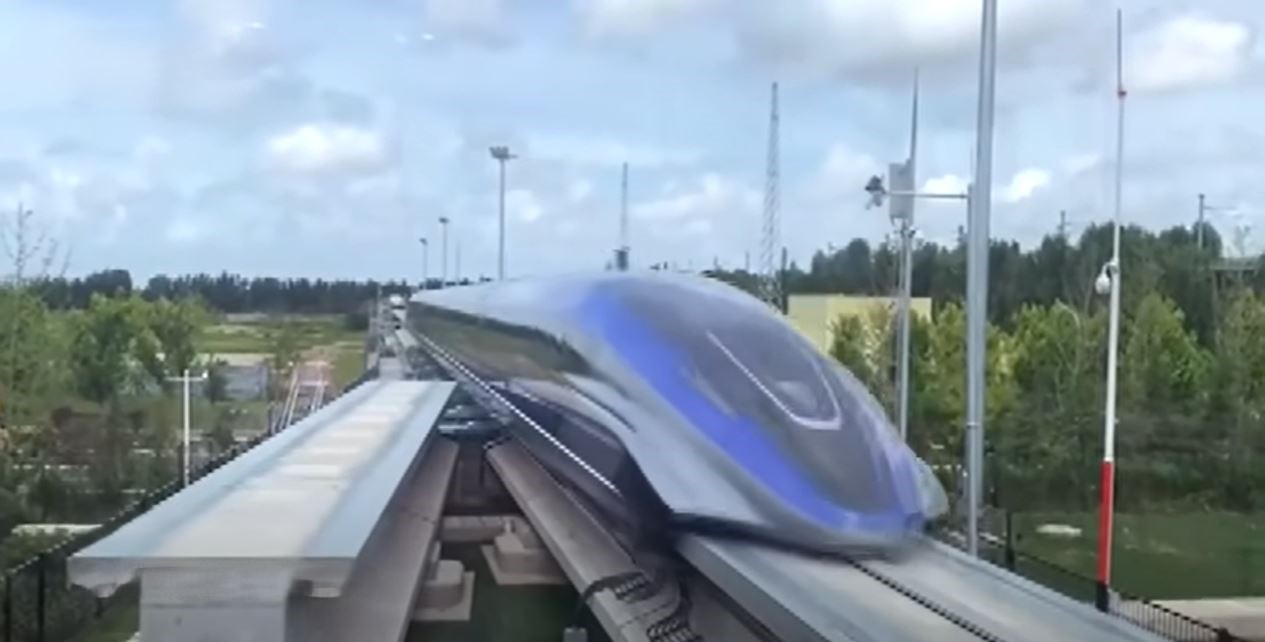
时速600公里高速磁浮交通系统在山东青岛成功下线

时速600公里高速磁浮交通系统是由中国中车青岛四方开发的高速磁悬浮列车。第一辆列车于2021年7月在青岛工厂亮相，为世界上最快的高速列车之一。
2019年磁悬浮动车组原型车出厂。2020年，在上海同济大学展开测试。商业化和正式生产于2021年开始。列车有2至10节车厢，每节车厢可容纳100名以上的乘客该列车预计将于2025年投入使用。